# Nomada grandior
Nomada grandior är en biart som beskrevs av Heinrich Friese 1921. Nomada grandior ingår i släktet gökbin, och familjen långtungebin. Inga underarter finns listade i Catalogue of Life.